# Joanna Balewska
Joanna Balewska – polska pianistka i klawesynistka, doktor habilitowany sztuk muzycznych, adiunkt w Instytucie Instrumentalistyki Akademii Muzycznej im. Ignacego Jana Paderewskiego w Poznaniu.

## Wykształcenie i kariera naukowa
Ukończyła z wyróżnieniem Akademię Muzyczną im. Ignacego Jana Paderewskiego w Poznaniu, studiując fortepian pod kierunkiem prof. Andrzeja Tatarskiego oraz klawesyn u dr. hab. Marii Banaszkiewicz-Bryły. W 2011 roku uzyskała stopień doktora sztuki, a w 2018 roku – doktora habilitowanego w dziedzinie sztuk muzycznych, specjalność instrumentalistyka.

## Działalność dydaktyczna
Pełni funkcję adiunkta w Instytucie Instrumentalistyki Akademii Muzycznej w Poznaniu, współpracując z Katedrą Instrumentów Dętych Drewnianych oraz Katedrą Kameralistyki Fortepianowej. Jest również nauczycielem dyplomowanym w Poznańskiej Ogólnokształcącej Szkole Muzycznej II stopnia im. Mieczysława Karłowicza, gdzie prowadzi klasę fortepianu oraz zespoły kameralne.

## Działalność artystyczna
Repertuar Joanny Balewskiej obejmuje muzykę od baroku po współczesność, ze szczególnym uwzględnieniem kameralistyki. Brała udział w licznych festiwalach i konferencjach naukowych. Współpracowała z instytucjami takimi jak Filharmonia Poznańska, Filharmonia Gorzowska czy Teatr Muzyczny w Poznaniu. W gronie artystów, z którymi koncertowała znaleźli się m.in. Robertas Beinaris (Litwa) – oboista, Raphael Leone (Austria) – flecista, Baptiste Gibier (Francja) – flecista, Angelo Palmeri (Włochy) – flecista, Maurice Bourgue (Francja) – oboista, Christoph Hartmann (Niemcy) – oboista, Luca Vignali (Włochy) – oboista, Marino Bedetti (Włochy) – oboista, Mateusz Kubański – oboista, Magdalena Jakubska-Szymiec – saksofonistka, Łukasz Krzemiński – oboista, Andrzej Łęgowski – flecista, Jakub Drygas – klarnecista, Arkadiusz Adamczyk – fagocista. Zaangażowanie w obszarze wykonawstwa muzyki najnowszej zaowocowało również prawykonaniami utworów polskich kompozytorów: Artura Kroschela, Marka Grucki, Łukasza Wosia.

## Nagrody
- odznaka honorowa „Zasłużony dla Kultury Polskiej” (2013)[1][3].

## Publikacje

### Monografie i artykuły
- Galeria portretów kobiecych w twórczości F. Couperina Le Grand, cz. I – artykuł opublikowany w czasopiśmie „De Musica Commentarii” (Poznań 2019)[1],
- Galeria portretów kobiecych w twórczości F. Couperina Le Grand, cz. II – artykuł opublikowany w czasopiśmie „De Cultura Commentarii” (Poznań 2023)[1],
- Fenomen dźwiękowy w twórczości klawesynowej F. Couperina le Grand i w Le Tombeau de Couperin M. Ravela (Poznań 2014) – książka wraz z płytą Francuska muzyka klawiszowa XVIII i XX wieku[1][2],
- Tôn-Thất Tiêt – między kulturą Orientu a europejską awangardą muzyczną. Utwory na instrumenty dęte i klawiszowe z lat 1965–1972 (Łódź 2017) – artykuł opublikowany w czasopiśmie „Notes Muzyczny” nr 7[1][2],
- Piotr Pietkiewicz „Epifonia”, redakcja wydania cyklu utworów fortepianowych (Poznań 2018)[4],
- Artyści w obliczu pandemii hiszpanki 1918-1920 (Poznań 2020) – artykuł opublikowany w monografii COVID-19 w ujęciu interdyscyplinarnym, wydanej przez Fundację NeurEOS[1][2][4],
- Metafory muzyczne i ich percepcja a czynności poznawcze człowieka, [w:] Postępy Neuronauk (Poznań 2021)[2].

### Dyskografia
- Balcan Impressions (2013) – płyta poświęcona muzyce współczesnej krajów bałkańskich, zawierająca kompozycje L. Borisova, R. Petrovića, S. Stojkova i I. Petrića, nagrana z oboistą Mateuszem Kubańskim[1],
- Works for Saxophone and Piano (2016) – płyta poświęcona twórczości na saksofon i fortepian kieleckiego kompozytora Łukasza Wosia, nagrana z saksofonistką Magdaleną Jakubską-Szymiec[1],
- Obój w operze (2016) – płyta stanowiąca załącznik do monografii autorstwa Łukasza Krzemińskiego Muzyka operowa i ludowa jako źródło inspiracji dla twórców wirtuozowskiej literatury obojowej dziewiętnastego stulecia, nagrana z oboistą Łukaszem Krzemińskim[1],
- TȎN-THȂT Tiêt: Utwory na klawesyn, fortepian i instrumenty dęte (2017) – płyta zawierająca kompozycje Tôn-Thất Tiết’a, nagrana z Andrzejem Łęgowskim (flet), Łukaszem Krzemińskim (obój), Jakubem Drygasem (klarnet) i Arkadiuszem Adamczykiem (fagot)[1].

## Nagrody i odznaczenia
- 2001 – Nagroda za wyróżniający akompaniament na XXXIV Ogólnopolskim Konkursie Młodych Muzyków im. K. Kurpińskiego we Włoszakowicach[1],
- 2012 – Nagroda za wyróżniający akompaniament na XXXV Konkursie Młodego Muzyka w Szczecinku[1],
- 2013 – Odznaka honorowa „Zasłużony dla Kultury Polskiej”[1]